# Portret van een eenendertigjarige vrouw
Portret van een eenendertigjarige vrouw is een schilderij toegeschreven aan Catharina van Hemessen.

## Voorstelling

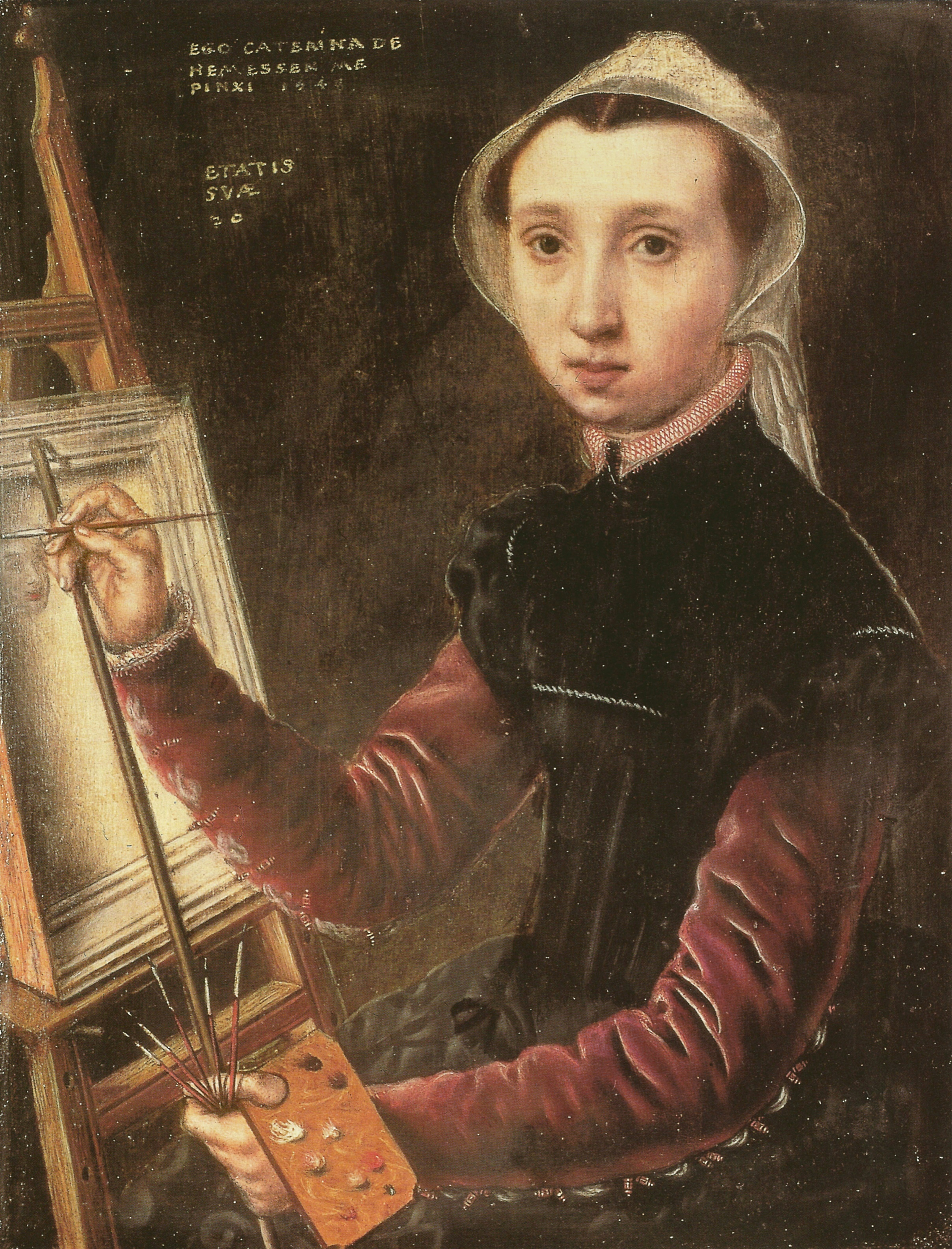
Catharina van Hemessen. Zelfportret. 1548. Bazel, Kunstmuseum Basel.

Het stelt een vrouw voor, ten halven lijve, staand, met de handen voor zich gevouwen en tegen een groene achtergrond. De vrouw draagt een zwart jurk met rode mouwen, vergelijkbaar met die op het Zelfportret van Catharina van Hemessen in Kaapstad (met kopieën in Bazel en Sint-Petersburg). Verder draagt ze een zwarte cape, een witte kanten kraag en een wit kanten kapje. Om het portret staat in het Latijn de tekst ‘HINC VIDE QUALIS HONOS VULTUS ELORENTE IUVENTE’. Volgens het opschrift linksonder is de vrouw 31 jaar oud.

## Toeschrijving en datering
Het schilderij is rechtsonder gedateerd ‘1550’ en wordt door kunsthistorica Karolien de Clippel aan Catharina van Hemessen toegeschreven.

## Herkomst
Het werk werd in juli 1926 door Max Friedländer gesigneerd in de verzameling van een zekere Hein in Parijs. In 1980 werd het door Galerie Robert Finck in Brussel verkocht aan een onbekende Europese verzamelaar. Deze liet het op 28 december 2009 en op 14 april 2011 veilen, telkens bij veilinghuis Christie's in Londen en in beide gevallen zonder resultaat.